# Gösta Brännström
Gösta Martin Brännström (ur. 6 października 1926 w Jörn w gminie Skellefteå, zm. 7 marca 1997 w Skellefteå]) – szwedzki lekkoatleta (sprinter), medalista mistrzostw Europy z 1950.
Zdobył brązowy medal w sztafecie 4 × 400 metrów na mistrzostwach Europy w 1950 w Brukseli, za zespołami Wielkiej Brytanii i Włoch (sztafeta biegła w składzie: Brännström, Tage Ekfeldt, Rune Larsson i Lars-Erik Wolfbrandt). Startował również w biegu na 400 metrów, w którym odpadł w półfinale.
Odpadł w eliminacjach biegu na 400 metrów i sztafety 4 × 400 metrów w składzie: Brännström, Ekfeldt, Larsson i Wolfbrandt na igrzyskach olimpijskich w 1952 w Helsinkach.
Na mistrzostwach Europy w 1954 w Bernie szwedzka sztafeta 4 × 400 metrów w składzie: Brännström, Uno Elofsson, Ekfeldt i Wolbrandt zajęła 4. miejsce, a w biegu na 400 metrów Brännström odpadł w eliminacjach.
Brännström wyrównał należący do Wolfbrandta rekord Szwecji w biegu na 400 metrów z czasem 47,4 osiągniętym 12 września 1953 w Budapeszcie. Był trzykrotnym rekordzistą Szwecji w sztafecie 4 × 400 metrów do wyniku 3:10,7 uzyskanego 1 września 1957 w Sztokholmie.
Był mistrzem Szwecji w biegu na 400 metrów w 1951, 1953 i 1956.